# Genimenoides coloratum
Genimenoides coloratum är en insektsart som beskrevs av Henry, G.M. 1934. Genimenoides coloratum ingår i släktet Genimenoides och familjen gräshoppor. Inga underarter finns listade i Catalogue of Life.